# Doume
 (mars 2019).
La doume est la monnaie locale, complémentaire et citoyenne du Puy-de-Dôme,,,,,,,.
Elle est en circulation depuis le 17 janvier 2015. Elle compte en 2019 un millier d'utilisateurs et environ 300 professionnels,.

## Objectifs
La doume vise principalement à soutenir l'économie de proximité et les circuits courts, à financer des projets locaux et à promouvoir une économie non spéculative,,,,,,,,,.

## Fonctionnement

### Billets
La doume existe sous forme de billets de 1, 2, 5, 10, 20 et 50 doumes. Le design, réalisé  par Catherine Philippe, a été choisi par un vote des habitants du Puy-de-Dôme. Chaque billet représente un mot d'argot pour désigner l'argent : le 1 du blé, le 2 de l'osier, le 5 du trèfle, le 10 du liquide, le 20 de l'oseille, le 50 des briques. Les billets disposent de sécurités pour éviter leur falsification.
Les billets de doumes sont disponibles dans les comptoirs de change. On les obtient en versant la contrepartie en euros par chèque ou espèces, et sous réserve d'être adhérent à l'ADML63, l'association qui gère la doume.

### E-doume
Depuis septembre 2018, la doume existe aussi sous forme électronique,. Il suffit à l'adhérent de se connecter à une webapp pour acquérir des e-doumes en payant l'équivalent en euros par carte bancaire. Il est ensuite possible de payer en e-doumes avec son smartphone chez les professionnels qui l'acceptent.

### Fonds de réserve
Les euros échangés contre des doumes sont déposés sur un fonds de réserve. Ce fonds est utilisé pour garantir la valeur de la monnaie mais aussi pour soutenir des projets locaux. Ce sont les adhérents, lors de l'assemblée générale, qui décident des projets qui seront soutenus. Depuis la création de la monnaie, ont été soutenus sous forme de prêt ou d'entrée au capital a ferme de Raux (via Terre de Liens), le Verger de l’Étoile (via Terre de Liens), Combrailles Durables, la Ressourcerie du Pays d'Issoire, la Malterie des Volcans et la Petite Réserve,.
Le fonds de réserve permet également de pratiquer des avances de trésorerie en euros et en doumes afin d'aider les professionnels du réseau à surmonter des difficultés passagères.

## Événements marquants
En mai 2013 a été créée l'ADML63, association pour le développement de monnaies locales dans le Puy-de-Dôme. Le 17 janvier 2015 a lieu le lancement de la doume. En décembre 2015, la sortie du film Demain et les multiples ciné-débats qui s'ensuivent donnent un second souffle à la doume. En décembre 2016, un chef d'entreprise verse pour la première fois une prime de Noël en doumes. En avril 2018, un élu clermontois demande à être payé en doumes. En mai 2018, la doume a organisé les quinzièmes rencontres nationales des monnaies locales complémentaires et citoyennes,,,. En septembre 2018 est lancée l'e-doume, la doume électronique par smartphone. En novembre 2018 a ouvert la Coop des Dômes, un supermarché coopératif créé à l'initiative de la doume,.